# 雪溪 (加利福尼亞州)
雪溪，或稱雪溪村（Snow Creek Village），是位於美國加利福尼亞州河濱縣的一個非建制地區。該地的面積和人口皆未知。

## 地理
雪溪的座標為33°53′20″N 116°41′16″W / 33.88889°N 116.68778°W，而該地的平均海拔高度為3293米（即10804英尺）。